# 贾汗·沙
贾汗·沙（1397年或1405年—1467年）是黑羊王朝的一位酋長。

## 生平
在贾汗·沙的父亲去世前，贾汗·沙奉命攻佔蘇丹尼耶以及加兹温。 
大约1420年，贾汗·沙与阿历克塞四世的女儿结婚 。 1436年，在帖木儿王朝统治者沙哈鲁的帮助下，贾汗·沙打败了競爭對手並出任黑羊王朝酋長。 
1440年，亞歷山大一世決定拒绝向贾汗沙进贡。3月，贾汗·沙率領20,000名士兵進攻格魯吉亞並且洗劫了第比利斯，之後贾汗·沙率軍返回大不里士。  1444年，他再次進攻格魯吉亞。
1446年6月9日，贾汗·沙率軍攻佔巴格達並任命自己的兒子擔任巴格達的地方長官。 他还任命他的侄子們擔任摩苏尔的地方負責人。
約從1447年左右起，贾汗·沙開始與白羊王朝交戰。 1467年11月11日，贾汗·沙率軍進攻白羊王朝，結果在穆什中伏身亡。